# クイア・ダック ザ・ムービー
『クイア・ダック ザ・ムービー』（英語: Queer Duck: The Movie）は、2006年に製作されたアメリカ合衆国の映画。
日本では2007年7月14日に第16回東京国際レズビアン&ゲイ映画祭にて上映された。

## 解説
icebox.comで配信されていたウェブアニメQueer Duckのアニメ映画。

## ストーリー
オープンリー・ゲイターは、恋人のクイア・ダックとのゲイ・ライフを楽しんでいたが、将来に不安を感じ、ローラという女性歌手と結婚してしまう。取り残されたクイア・ダックのもとへ、ゲイの"治療"に執念を燃やすパンダー・ゲルディング牧師があらわれ、薬物を用いてクイア・ダックの性的指向を変えた。だが、そのことにより騒動が起きてしまう。

## キャスト（声の出演）
| 役                         | 俳優                             | 日本語吹替 |
| -------------------------- | -------------------------------- | ---------- |
| クイア・ダック             | ジム・J・ブロック                | 山寺宏一   |
| オスカー・ワイルドキャット | モーリス・ラマーシュ             | 西凜太朗   |
| オープンリー・ゲイター     | ケビン・マイケル・リチャードソン | 岩崎ひろし |
| バイポーラー・ベア         | ビリー・ウェスト                 | 後藤哲夫   |
| フランク売り               | マーク・ハミル                   | 佐藤美一   |
| 小さいイエス               | デイヴィッド・ドゥカヴニー       | 野中秀哲   |
| ロージー・オドネル         | オードリー・ヴァシレフスキ       | 田村聖子   |